# Trögergletscher
Der Trögergletscher ist ein Gletscher in den Bowers Mountains des ostantarktischen Viktorialands. Er fließt südlich des Astapenko-Gletschers zur Ob’ Bay, in die er gemeinsam mit dem Tschugunow-Gletscher mündet. 
Wissenschaftler der deutschen Expedition GANOVEX III (1982–1983) benannten ihn. Namensgeber ist der deutsche Mineraloge, Geologe und Petrograph Walter Ehrenreich Tröger (1901–1963).